# Syritta orientalis
Syritta orientalis là một loài ruồi trong họ Ruồi giả ong (Syrphidae). Loài này được Macquart mô tả khoa học đầu tiên năm 1842. Syritta orientalis phân bố ở miền Đông phương